# Список потерь Ми-8 и его модификаций (2003 год)
Список потерянных Ми-8 всех модификаций (включая Ми-9, -14, -17, -18, -19, -171 и -172) составлен по данным из открытых источников и учитывает только авиационные происшествия или воздействие внешних сил, приведшие к утрате вертолёта или его списанию вследствие полученных повреждений.
Список не полный и не окончательный.

## Список аварий и катастроф
Зелёным цветом выделены потери при применении в вооружённых конфликтах, в том числе в контртеррористических операциях.
| № п/п | Дата    | Модификация / Бортовой номер | Место                                           | Жертвы / На борту | Краткое описание |
| ----- | ------- | ---------------------------- | ----------------------------------------------- | ----------------- | --- |
| 1     | 2 июля  | Ми-8Т RA-24542               | Чукотский АО, 320 км от Анадыря                 | 0/7               | На 28 минуте полёта на высоте 300 м произошло разрушение карданного вала в редуктором отсеке и последующее возгорание масла, попавшего на двигатели. Сработало автоматическое пожаротушение, экипаж благополучно посадил машину и эвакуировал пассажиров, а затем попытался потушить возгорание ручными огнетушителями. Сбить пламя не удалось, огонь распространился на фюзеляж и вертолёт полностью сгорел.                                                                  |
| 2     | 6 июля  | Ми-8МТ н.д.                  | Чечня, Курчалоевский район, Бачи-Юрт            | 5/19              | Сразу после взлёта вертолёт попал под обстрел из стрелкового оружия, были повреждены рулевой винт и хвостовая балка. Машина упала на землю и разрушилась, погибли два члена экипажа и три пассажира. |
| 3     | 7 авг.  | Ми-8МТ н.д.                  | Чечня, Веденский район, 7 км от Дышне-Ведено    | 1/3               | В полёте обстрелян с земли, повреждён главный редуктор, на вертолёте возник пожар. При выполнении вынужденной посадки расстрелян из гранатометов и взорвался. Погиб 1 человек. По другим данным вертолёт при полёте на малой высоте попал в нисходящие потоки воздуха и, задев верхушки деревьев, упал на землю и разрушился. |
| 4     | 20 авг. | Ми-8Т RA-25194               | Камчатская область, 108 км юго-западнее Елизово | 20/20             | При выполнении полёта в горной местности на высоте менее безопасной и в условиях ограниченной видимости, перед вертолётом внезапно для экипажа появилось препятствие (лесной массив). Экипаж, пытаясь избежать столкновения, произвёл резкий манёвр, в результате которого лопасти несущего винта обрубили хвостовую балку. Вертолёт потерял управление и столкнулся с землёй, погибли все находящиеся на борту, в том числе губернатор Сахалинской области И. П. Фархутдинов. |
| 5     | 17 дек. | Ми-8Т н.д.                   | Сумская область, 18 км от Конотопа              | 3/3               | Вертолёт ВВС Украины потерпел катастрофу у села Озарычи |